# Ramón Estalella Pujolá
Ramón Estalella Pujolá (Madrid, 9 de julio de 1893 - Madrid, 9 de abril de 1986) fue un pintor de ascendencia española y nacionalidad cubana, país del que fue diplomático entre 1930 y 1960. Como canciller en la legación en Madrid durante la guerra civil española desempeñó una importante labor dando en ella asilo a muchos refugiados. En 1960 le fueron confiscados sus derechos pasivos y su nacionalidad cubana por desacuerdos con la política castrista, quedando en situación de apátrida, y obteniendo finalmente la nacionalidad española. En su trabajo como pintor se le ha relacionado con la obra de Sorolla y Beruete por sus maneras impresionistas.

## Biografía
Hijo de un terrateniente catalán, y nacido en la capital de España, el 9 de junio de 1893, el joven Estalella estudió en Madrid la carrera de Derecho en la Universidad Central de Madrid, compaginando esta tarea con la pintura en los estudios de López Mezquita y Chicharro. Concluidos sus estudios viajó a Cuba para revalidad su título de doctor en Derecho Público el 19 de febrero de 1925. Ese año, presentó en La Habana su primera exposición individual. Posteriormente se graduó en la carrera diplomática, siendo destinado a la embajada de Cuba en España con el grado de canciller. Durante sus periodos madrileños entró en contacto con diversos pintores e intelectuales de la época, entre ellos Joaquín Sorolla (su primer referente en la pintura y a quien había conocido en durante los veraneos de su familia en La Granja de San Ildefonso), Federico García Lorca, Dalí, José Ortega y Gasset, Amado Nervo, Edgar Neville, Gutiérrez-Solana y Ramón Gómez de la Serna, de cuya tertulia del Café Pombo fue habitual. También colaboró como dibujante y portadista con las revistas La Esfera y Blanco y Negro (colección que se conserva en el Museo ABC).
En 1936, al estallar la guerra civil española, Estalella quedó al frente de la Embajada de Cuba como Jefe de Misión, por fallecimiento del embajador Pichardo. Su labor de providencial ayuda a españoles de ambos bandos ha sido recogida documentalmente por Antonio Manuel Moral Roncal en El Asilo Diplomático en la Guerra Civil Española (Actas Editorial), y Cuba ante la Guerra Civil Española (Biblioteca Nueva, 2003). Concluida la contienda, regresó a Madrid su familia, que había residido en San Juan de Luz (Francia). En 1941, diferencias de criterio con el dictador Fulgencio Batista, le separaron de la gestión diplomática, volviendo a integrarse tras volver a Cuba, en 1947, año en que sería destinado a la embajada cubana en Santiago de Chile, hasta que fue de nuevo destinado a Madrid en 1950. De ese periodo es buena parte de su obra paisajista (con numerosos motivos dedicados a los campos de Castilla, en especial Segovia y Toledo), y sus series de bodegones. También hay que mencionar sus interiores, con varias series dedicadas al Museo del Prado (pinacoteca en la que realizó desde su juventud numerosas copias); así como sus retratos. Su obra se encuentra en los museos de La Habana, Segovia, municipal madrileño y Ateneo de Madrid, además de en los edificios de la Fundación que lleva su nombre, en España y Estados Unidos.
Fallecido en Madrid en 1986, un año después de su muerte se constituyó la Fundación Ramón Estalella, presidida por Josefina Halffter, para la recopilación y difusión del legado Estalella y la "promoción de jóvenes artistas y pensadores de cualquier ideología y nacionalidad".
En 1990, su Fundación y el Ayuntamiento de Madrid le dedicaron una exposición antológica en el Centro Cultural Conde-Duque.